# Franz Nopcsa
Franz Nopcsa (n. 3 mai 1877, Deva, Transilvania, Imperiul Austro-Ungar, d. 25 aprilie 1933, Viena, Austria) a fost un baron transilvănean, aventurier, erudit, etnolog și paleontolog, unul din fondatorii paleobiologiei și studiilor de albanologie. Primele sale descoperiri paleontologice au avut loc la Sânpetru, în Țara Hațegului, unde era reședința de vară a familiei.

## Familia
Bunicul său, Ladislau Nopcsa (1794-1884), a fost desemnat de Adunarea Națională de la Blaj din 1848 ca vicepreședinte al delegației împuternicite să prezinte Curții de la Viena doleanțele românilor transilvăneni. Acest fapt a determinat represalii din partea revoluționarilor maghiari, care i-au devastat și incendiat castelul de la Zam, inclusiv colecția sa de piese arheologice.
Tatăl lui Franz, Alexis (Elek), s-a născut în anul revoluției de la 1848. După ce a urmat cursurile Academiei Militare Tereziene a ajuns ca ofițer în Mexic, în garda de husari a împăratului Maximilian I al Mexicului. După executarea acestuia în anul 1867 a renunțat la cariera militară și s-a întors în Transilvania. În anul 1876 s-a căsătorit cu contesa Matilda Zelenski de la Arad, mama lui Franz.

## Studiile

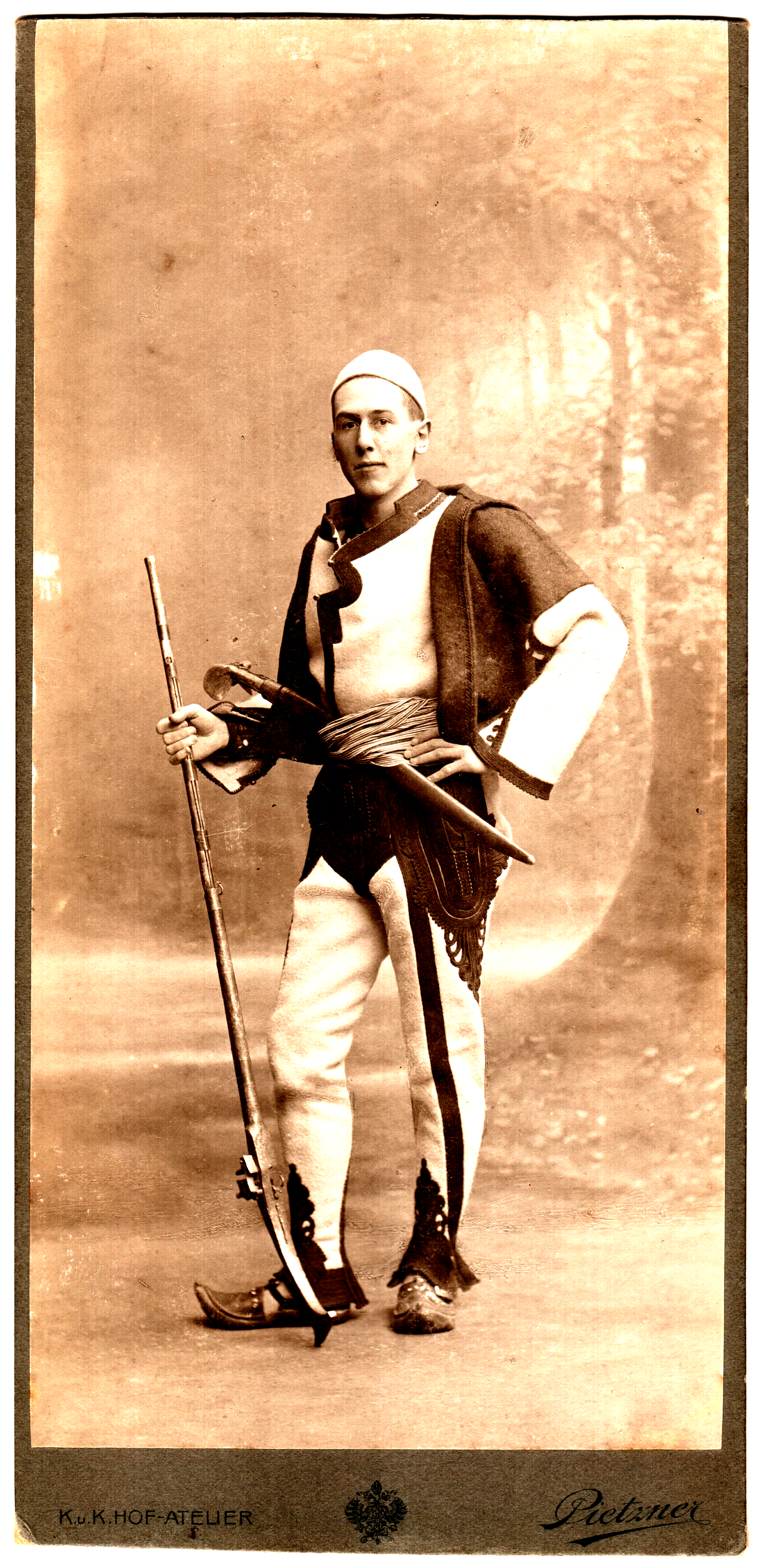
Franz Nopcsa în straie albaneze

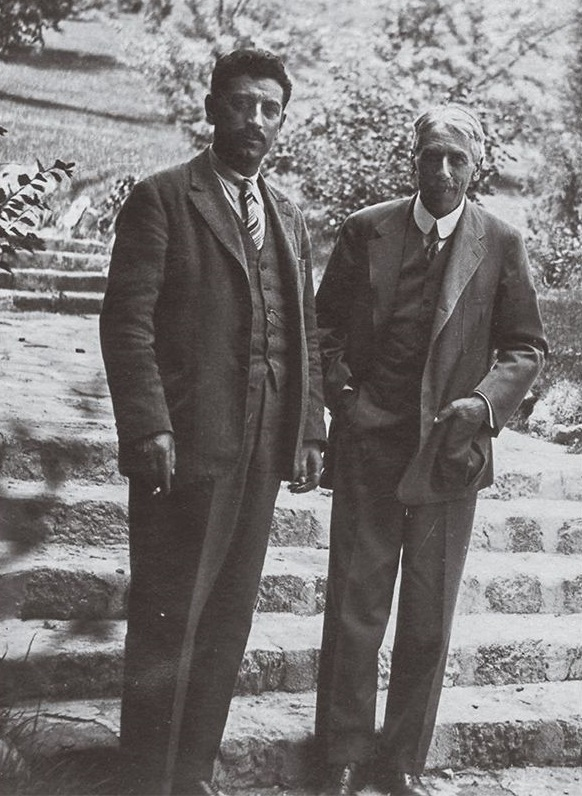
Baiazid Doda (stânga) și Franz Nopcsa (ca. 1931)

În anul 1895 Franz a început studiul la Academia Tereziană din Viena, iar tatăl său s-a mutat la Budapesta, unde a devenit director adjunct al Teatrului Național. În anul 1897 a urmat sfatul profesorului Eduard Suess și a început studiul geologiei la Universitatea din Viena.
A fost unul dintre cei mai activi și productivi savanți ai începutului de secol XX. A revoluționat paleontologia cu teorii aflate cu mult înaintea vremii: teoria nanismului insular - cauză a apariției dinozaurilor pitici din Țara Hațegului, teoria dimorfismului sexual al dinozaurilor, teoria originii păsărilor din dinozauri, teoria comportamentelor sociale complexe la dinozauri, teoria sângelui cald la reptilele din Mezozoic. A mers atât de departe cu studiile sale încât a început să imagineze cum arătau dinozaurii, cum se mișcau, cum trăiau și a pus bazele paleobiologiei, știință pe care a numit-o pe atunci paleo-fiziologie. A descoperit și clasificat 9 specii de dinozauri și vertebrate reptiliene din Cretacic. A publicat peste 100 de lucrări de paleontologie și paleobiologie. 
Nu i-a fost străin nici domeniul zoologiei și anatomiei, publicând 6 lucrări ample despre acest subiect.
În domeniul geologiei și geografiei a realizat primele studii sistematice ale Țării Hațegului și ale Albaniei de Nord, publicând prima hartă geologică a Albaniei, hartă care se folosește și astăzi. A publicat aproape 50 de lucrări științifice în acest domeniu.
A învățat singur arheologie și etnografie și a publicat peste 30 de lucrări științifice având drept subiect Albania și țările balcanice. Vorbea cursiv albaneza și încă 8 limbi străine.
Tot singur a învățat să facă poze și astfel a ajuns un excelent fotograf, realizând, pe lângă numeroasele fotografii necesare studiului geologic și paleontologic, fotografii de peisaj și chiar de studio. Unele dintre fotografiile sale au devenit vederi și au circulat, la acea vreme, ca amintiri din diferite zone.
Cariera sa militară, ca husar în armata imperială, a culminat cu gradul de locotenent major, fiind unul din cei trei comandanți ai trupelor de voluntari albanezi din timpul Primului Război Mondial. Tot ca militar, dar de data aceasta ca spion, a avut contribuții importante în Primul Război Mondial, și a fost decorat.
A marcat studiul paleontologiei și albanologiei, a participat direct la scrierea istoriei, ca ultim reprezentant al unei vechi familii transilvănene, cu rădăcini românești și maghiare, devotate Curții de la Viena.

## Dificultățile financiare și incidentul din 1920
În februarie 1920 se afla la Viena, unde se ocupa cu studiul descendenței păsărilor din dinozauri. Lipsurile financiare cauzate de confiscarea domeniilor din Transilvania l-au determinat la vânzarea colecției sale de fosile către British Museum. În același an a obținut o scrisoare de grațiere de la regele Ferdinand I al României, alături de invitația de a lucra pentru Institutul Geologic al României. Conform înțelegerii cu autoritățile române, i-a fost permis să folosească din nou Castelul din Săcel, astfel că în toamna anului 1920 s-a întors la Săcel. În urma unei altercații cu țăranii localnici a trebuit însă să se retragă cu o fractură craniană la Sântămărie Orlea, pentru îngrijiri medicale.
Acest incident i-a lăsat sechele permanente. În decembrie 1920 s-a întors la Budapesta, iar în 1921 a fost spitalizat la Viena pentru o lungă perioadă.
Din 20 aprilie 1925 până în 28 noiembrie 1928 a fost directorul Institutului Geologic din Budapesta.

## Repere ale vieții lui Franz Nopcsa
- La 18 ani a găsit primele oase de dinozaur, la Sânpetru.
- La 19 ani a dezvoltat prima lucrare științifică realizată vreodată despre geologia Țării Hațegului.
- La 20 de ani a devenit autodidact și învață osteologia pentru a putea cerceta și descrie fosilele de dinozauri.
- La 22 de ani a publicat prima sa lucrare de paleontologie și numește o nouă specie de dinozauri – Limnosaurus Transilvanicus.
- Tot la 22 de ani și-a început călătoriile prin Balcani.
- La 26 de ani a devenit Doctor în Științe.
- Timp de 10 ani a înterprins mai multe călătorii în zonele locuite de albanezi – Macedonia, Kosovo, Albania și Muntenegru, studiază cultura, limba, etnografia, arheologia, legile și istoria poporului, scrie numeroase materiale științifice și se alătură savanților care au pus bazele științei numite albanologie. În același timp dezvoltă lucrări ample de geologie, geografie și paleontologie și creează o nouă ramură de studiu – paleobiologia.
- La 36 de ani a fost foarte aproape de a deveni Rege al Albaniei.
- La 39 de ani, în calitate de locotenent de husari al armatei imperiale a condus trupe de voluntari albanezi în luptele din Primul Război Mondial.
- La 39 și la 40 de ani, ca spion militar, a activat deghizat în cioban în zona Munților Retezat.
- La 40 de ani a fost decorat, pentru serviciile sale militare și de spionaj și a primit din partea Imperiului Austro-Ungar Ordinul Crucea de Comandant a lui Franz Josef.
- La 41 de ani a fost declarat inamic al statului Român și trebuie să părăsească domeniul de la Săcel.
- La 42 de ani a devenit primul om care deturnează un avion, pe timpul Revoluției Bolșevice din Ungaria.
- La 43 de ani a primit grațierea din partea regelui Ferdinand I al României și a fost invitat să lucreze pentru Institutul Geologic Român. S-a întors la Săcel, dar a fost atacat și bătut de localnici.
- La 48 de ani a devenit director al Institutului Geologic Regal din Budapesta.
- La 56 de ani s-a sinucis la Viena, refuzând un declin financiar nedemn.